# La Dura Dura
La Dura Dura est une voie d'escalade à Oliana en Catalogne. Cette voie d'escalade de difficulté 9b+ est située sur une falaise de calcaire à 500 mètres d'altitude. La première ascension a été réalisée en février 2013 par Adam Ondra et la seconde un mois plus tard par Chris Sharma. C'est la première voie cotée 9b+ qui est répétée.

## Description
La Dura Dura (La Dure Dure en français) se situe dans le secteur d'escalade de Oliana en Espagne et a été équipée par Chris Sharma. Il l'a nommée ainsi car chaque fois que d'autres personnes lui demandaient sur quelle voie il travaillait, Chris répondait que c'était la dure, mais comme toutes les voies qu'il a en projets sont particulièrement dures et qu'il n'était pas possible de définir de quelle voie il s'agissait, Sharma précisait que c'était la dure dure.
La voie est constituée d'une première section de 8 mètres composée d'une quinzaine de mouvements d'un style proche du bloc. Cette section pourrait d'ailleurs être un 9b/9b+ à elle seule. Il s'agit principalement de grands mouvements sur des petits trous et des prises inversées suivi par un énorme épaulé sur une réglette et un mouvement dynamique pour se terminer sur quatre mouvements d'une cotation comparable à du 8A. Après cette partie très physique, la voie se poursuit sur une deuxième section de 10 mètres d'une cotation de 8c+ constituée de mouvements dynamiques assez intenses entrecoupés par un blocage de genou très complexe mais qui permet de se reposer un peu. Pour finir, il reste une troisième section plus facile d'environ 20 mètres cotée 8b pour atteindre le sommet de la voie.

## Premières ascensions
En février 2013, le grimpeur tchèque, Adam Ondra est le premier à en réussir l'ascension après 9 semaines de recherches de prises et méthodes, pour un total de 90 essais,,.
L'ascension est répétée par l'américain Chris Sharma en mars de la même année.